# Polina Gagarina
Polína Sergeevna Gagarina (russisk: Поли́на Серге́евна Гага́рина, tr. Polína Sergéevna Gagárina, født den 27. marts 1987) er en russisk sangerinde, skuespiller og model.
Polína Gagarina repræsenterede Rusland ved Eurovision Song Contest 2015 i Wien med sangen "A Million Voices", og kom på andenpladsen med 308 point, hvilket var det bedste russiske resultat nogensinde, pointmæssigt.

## Liv og karriere
Gagarina blev født i Moskva, Russiske SFSR, USSR, men tilbragte det meste af sin ungdom i Grækenland, hvor hendes mor var en balletdanser. I 1993 døde Gagarinas far, og hendes mor besluttede at flytte familien til Rusland. Kort efter flyttede de dog tilbage til Grækenland og bosatte sig i Athen. Efter at have afsluttet sin uddannelse, flyttede Polína til Saratov og boede med sin bedstemor.
Den 25. august 2007 blev hun gift med den russiske skuespiller Pjotr Kislov, og fødte deres søn, Andrej, den 14. oktober 2007. Parret blev skilt den 31. marts 2010. Den 9. september 2014 blev hun gift med fotografen Dmitrij Iskhakov.

### 2015
Den 9. marts 2015, blev det offentliggjort, at Gagarina skulle repræsentere Rusland i Eurovision Song Contest 2015 i Wien. Gagarina placerede sig på andenpladsen i finalen med sangen "A Million Voices". Den 25. juli 2015 optrådte hun i Sankt Petersborg med den afsluttende sang ved "FIFA World Cup - Rusland 2018" et show i anledningen af Ruslands afholdelse af VM i fodbold 2018.

## Singles og diskografi
- 2005 - "Колыбельная" ("Lullaby")
- 2006 - "Я твоя" ("I'm Yours")
- 2007 - "Я тебя не прощу никогда" ("I'll Never Forgive")
- 2007 - "Где-то живёт любовь" ("Somewhere Love Lives")
- 2009 - "Пропади всё" ("To Hell with Everything")
- 2010 - "Я обещаю" ("I Promise")
- 2011 - "Осколки" ("Fragments")
- 2012 - Спектакль окончен" ("The Play is Over")
- 2012 - "Нет" ("No")
- 2014 - "Шагай" ("Stride")
- 2015 - "A Million Voices"
- 2015 - "Кукушка" ("Cuckoo")